# Live at the Five Spot: Discovery!
Live at the Five Spot: Discovery! ist ein posthum veröffentlichtes Album des Thelonious-Monk-Quartetts mit John Coltrane. Die Aufnahmen, die im New Yorker Jazzclub Five Spot am 11. September 1958 entstanden waren, erschienen 1993 als Compact Disc auf Blue Note Records. In technisch überarbeiteter Form wurden sie 1994 in der 4-CD-CD-Edition The Complete Blue Note Recordings of Thelonious Monk wiederveröffentlicht.

## Hintergrund
Dieses Live-Date, das am 11. September 1958 aufgenommen wurde, zeigt den Pianisten und Komponisten Thelonious Monk mit John Coltrane am Tenorsaxophon, Ahmed Abdul-Malik am Bass und Roy Haynes am Schlagzeug. Das Engagement dieser Combo im Five Spot am 11. September 1958 fällt mit mehreren anderen bemerkenswerten Live-Sets zusammen, die in dieser Zeit geschnitten wurden – Thelonious in Action und sein Gegenstück, Misterioso, schrieb Lindsay Planer. Diese beiden Riverside-Alben sind professionell dokumentierte Veröffentlichungen, die viel von der gleichen Begeisterung einfangen, obwohl ihnen Coltrane leider fehlt. Die frühen CD-Pressungen von Discovery! Live at the Five Spot lief einen Halbton zu schnell. Als das Set für die Aufnahme in die Edition The Complete Blue Note Recordings (1994) remastered wurde, wurde dies behoben und die korrigierte Version in diesem Box-Set ausgegeben.
Diese Aufnahme wurde auf einem tragbaren Tonbandgerät von Juanita „Naima“ Coltrane mit einem einzelnen Mikrofon gemacht. Der Klang und die Balance sind nicht optimal und es gibt sporadische mechanische und elektrische Geräusche. Die tatsächliche Reihenfolge der Aufführung ist wie hier dargestellt, außer dass Crepuscule with Nellie das Set eröffnet hat. Ein Teil des abschließenden Themas von Epistrophy fehlt, da dieser Teil des Bandes zu einem späteren Zeitpunkt aufgenommen wurde. An diesem Punkt auf der CD wird die Musik ausgeblendet.

## Titelliste
- The Thelonious Monk Quartet Featuring John Coltrane: Live at the Five Spot: Discovery! (Blue Note CDP 0777 7 99786 2 5)[3]
  1. Trinkle, Tinkle – 9:56
  2. In Walked Bud – 11:06
  3. I Mean You – 13:38
  4. Epistrophy – 5:09
  5. Crepuscule With Nellie – 2:56

## Rezeption
Lindsay Planer vergab an das Album in AllMusic 4½ (von fünf) Sterne und meinte, „Die rohe Natur dieses Tonband-Mitschnitts zeigt genauer die Realität, eine Aufführung während der Tage des Five Spot zu erleben. Was auch jenseits des sporadischen Geschwätzes und des allgemeinen Trubels eines New Yorker Nachtclubs in Harlem zu finden ist, ist wohl der stärkste akustische Beweis für die einzigartige Arbeitsbeziehung, die diese beiden Jazzikonen gemeinsam hatten. Während die Beziehung zwischen Monk und Coltrane im Mittelpunkt dieser Auftritte steht, leisten der Bassist Ahmed Abdul-Malik und der unbändige Schlagzeuger Roy Haynes ebenfalls einen wichtigen Beitrag, indem sie genügend Kontext zulassen, um die Solisten zu unterstützen und gelegentlich eigene Soli herauszuholen. Haynes’ Interjektionen zu ‚In Walked Bud‘ und ‚I Mean You‘ gehen über das einfache Fortschreiten des Rhythmus hinaus.“
Jim Santilla schrieb in All About Jazz: „Sowohl Trane als auch Monk breiten sich auf ‚Trinkle Tinkle‘ mit langen Soloausflügen, die ihre bekannten Stile ausdrücken. Trane befand sich damals in seiner Sheets of Sound-Phase und sein muskulöser, selbstbewusster Ton unterstützt die langen Sätze. Monk zeigt markante Dissonanzen und zitiert aus seinen anderen Melodien, während er durch eine lockere Solo-Begegnung hüpft und tobt.“